# Teološka knjižnica Ljubljana
Teološka knjižnica Ljubljana je visokošolska knjižnica, ki spada pod okrilje Univerze v Ljubljani. Namenjena je predvsem študentom, zaposlenim na fakulteti in pastoralnim delavcem ljubljanske nadškofije. Knjižnica se nahaja v stavbi Teološke Fakultete v Ljubljani.

## Zgodovina
Knjižnica teološke fakultete v Ljubljani je bila ustanovljena leta 1919 in je bila hkrati tudi nova osrednja bogoslovna knjižnica.
Leta 1921 je pod okrilje osrednje bogoslovne knjižnice prišla tudi knjižnica bogoslovne akademije, ki je bila ustanovljena istega leta. 
Pred začetkom druge svetovne vojne so pod vodstvom prof. Josipa Turka pričeli gradivo vpisovati v novo uradno inventarno knjigo. Gradivo osrednje bogoslovne knjižnice ni bilo v prostem pristopu, ampak je bilo po številkah urejeno v skladišču, deloma pa tudi na posameznih oddelkih seminarjev in v knjižnici bogoslovne akademije.
Po drugi svetovni vojni je vodstvo knjižnice prevzel prof. Franc Lukman. 
Avgusta 1964 so začeli uresničevati nov popis knjižničnega gradiva z uvajanjem sistematskega kataloga na podlagi Univerzalne decimalne klasifikacije
Kljub vsem težavam, s katerimi so se knjižnični delavci teološke fakultete ubadali vrsto let, so pri svojem delu vztrajali v upanju, da bo v prihodnosti prišlo do izboljšav. Te so se res pojavile v devetdesetih letih, ko je fakulteta ponovno postala državna ustanova in članica Univerze v Ljubljani.

## Gradivo/zbirke/ureditev
V knjižnici se nahaja knjižnično gradivo, ki v prvi vrsti pokriva teološko stroko in njej sorodne znanstvene smeri. Knjižnični fond zajema zaključene in serijske publikacije ter neknjižnično gradivo.
Danes knjižnica hrani približno 100.000 enot knjižničnega gradiva. Med vsem knjižničnim fondom pa se nahaja okoli 20%  gradiva v slovenščini preostalo gradivo pa je predvsem v nemškem, italijanskem, francoskem in latinskem jeziku.
Knjižnični fond knjižnice se v 15% nahaja v prostem pristopu, ostalih 85 %pa hranijo v skladiščih (predvsem starejše letnike serijskih publikacij, vse zaključene publikacije, ki se bolj poredko izposojajo, diplomske naloge in vse neknjižnično gradivo. 
V knjižnici teološke fakultete se ne poslužujejo odpisa gradiva, saj so menja, da je vsaka posamezna knjižnična enota enkrat uporabna.